# FEB Eredivisie 1974-1975
La FEB Eredivisie 1974-1975 è stata la 30ª edizione del massimo campionato olandese di pallacanestro maschile. La vittoria finale è stata ad appannaggio del Punch Delft.

## Risultati

### Stagione regolare
|     | Squadra             | G  | V  | P  | PF   | PS   | Pt. | Qualificazione |
| --- | ------------------- | -- | -- | -- | ---- | ---- | --- | -------------- |
| 1.  | Punch Delft         | 36 | 34 | 2  | 3409 | 3000 | 68  |                |
| 2.  | Rotterdam-Zuid      | 36 | 30 | 6  | 3294 | 2835 | 60  |                |
| 3.  | Flamingo's Haarlem  | 36 | 27 | 9  | 3519 | 2959 | 54  |                |
| 4.  | EBBC Den Bosch      | 36 | 22 | 14 | 3448 | 3179 | 44  |                |
| 5.  | Leida               | 36 | 17 | 19 | 3031 | 3088 | 34  |                |
| 6.  | Lions Zandvoort     | 36 | 16 | 20 | 3264 | 3225 | 32  |                |
| 7.  | Canadians Amsterdam | 36 | 16 | 20 | 3087 | 3210 | 32  |                |
|     |                     |    |    |    |      |      |     |                |
| 8.  | Donar Groningen     | 34 | 19 | 15 | 2982 | 2959 | 38  |                |
| 9.  | Amstelveen          | 34 | 15 | 19 | 3397 | 3403 | 30  |                |
| 10. | Blue Stars          | 34 | 13 | 21 | 3042 | 3128 | 26  |                |
| 11. | FAC Den Helder      | 34 | 7  | 27 | 3137 | 3781 | 14  | retrocesse     |
| 12. | ASVU Amstelveen     | 34 | 6  | 28 | 2831 | 3332 | 12  | retrocesse     |
| 13. | DBV Rowic           | 34 | 6  | 28 | 3127 | 3469 | 10  | retrocesse     |

| Eredivisie 1974-1975  |
| --------------------- |
| Punch Delft 2º titolo |

## Formazione vincitrice
| N° | Naz.                   | Ruolo | Sportivo           |  | Alt. |  |
| -- | ---------------------- | ----- | ------------------ |  | ---- |  |
|    | Stati Uniti (bandiera) | AP    | Harry Rogers       |  | 201  |  |
|    | Paesi Bassi (bandiera) | AP    | Toon van Helfteren |  | 201  |  |
|    | Stati Uniti (bandiera) | A     | Charles Kirkland   |  | 196  |  |
|    | Stati Uniti (bandiera) | All.  | Bill Sheridan      |  |      |  |

## Premi e riconoscimenti
- MVP dell'anno:  Harry Rogers, Punch Delft
- Rookie dell'anno:  René Vervoorn, Rotterdam-Zuid
- Allenatore dell'anno:  Bill Sheridan, Punch Delft
- Quintetto ideale:
  -  Dan Cramer, Amstelveen
  -  Jan Dekker, Rotterdam-Zuid
  -  Jackie Dinkins, Rotterdam-Zuid
  -  Kees Akerboom, Flamingo's Haarlem
  -  Harry Rogers, Punch Delft
  -  Gary Freeman, Lions Zandvoort
- Quintetto difensivo:
  -  Jackie Dinkins, Rotterdam-Zuid
  -  Harry Rogers, Punch Delft
  -  Toon van Helfteren, Punch Delft
  -  Walter Ombre, Flamingo's Haarlem
  -  Hank Smith, Canadians Amsterdam